# Astragalus daleae
Astragalus daleae är en ärtväxtart som beskrevs av Edward Lee Greene. Astragalus daleae ingår i släktet vedlar, och familjen ärtväxter. Inga underarter finns listade i Catalogue of Life.